# Valderredible
Valderredible est une vallée espagnole située dans la communauté autonome de Cantabrie regroupant plusieurs communes.

## Jumelages
Saint-Crépin-d'Auberoche (France) depuis 2019